# Хиполайт, Гарри
Гарри «Большой папочка» Хиполайт (англ. Harry «Big Daddy» Hypolite); 15 (по другим данным 19 ) апреля 1937 года, Сент-Мартинвилл, Луизиана, США  — 22 июня 2005 года, Кейд, Луизиана, США) — американский гитарист, певец, автор песен. Номинант Blues Music Awards в номинации «Лучший дебют» (2002). Член Зала славы музыки Луизианы (2005). Дядя музыканта Натана Уильямса

## Биография
Гарри Джей Хиполайт родился в 1937 году во франко-креольской семье в Сент-Мартинвилле, Луизиана. В четвёртом классе бросил школу, работал на плантациях сахарного тростника, бататов и хлопка. В 12-летнем возрасте заинтересовался блюзом, начал покупать записи таких артистов, как Би Би Кинг, Ти Боун Уокер, Мадди Уотерс и Гейтмут Браун. Слушая пластинки, научился играть на гитаре. До начала 1980-х зарабатывал на жизнь различной дневной работой (в начале 1980-х работал на фабрике Fruit of the Loom), выступая в клубах лишь по вечерами и выходным. В начале 1980-х Клифтон Шенье взял его работать гитаристом в The Red Hot Louisiana Band и Гарри Хиполайт оставался в этой группе до 1999 года, записываясь и гастролируя с ней по всему миру, сначала с Клифтоном Шенье, затем после его смерти в 1987 году с его сыном Си Джей Шенье. В 1999 году покинул Шенье и присоединился к своему племяннику Натану Уильямсу из Nathan & the Zydeco Cha-Chas. 
В 2001 году Хиполайт выпустил свой первый и единственный сольный CD Louisiana Country Boy, который содержал шесть оригинальных песен Хиполайта. Альбом получил признание, а Хиполайт с этим альбомом был номининрован на звание лучшего дебютанта 2002 года Blues Music Awards. Про альбом отзывались как «Голос Хиполайта выделяется, впереди и в центре; поет настоящий человек, а не просто какой-то бестелесный голос. И легко услышать разницу между гитарами Лейна и Хиполайта. Орган Hammond B-3 пульсирует позади двух фронтменов, как и барабаны» . «Гарри чередует песни в быстром темпе с более медленными, и он поет как на английском, так и на своем родном креольском языке» . Как сольный исполнитель в выступал на некоторых из самых уважаемых блюзовых площадок, включая Monterey Bay Blues Festival, Lucerne Blues Festival и New Orleans Jazz & Heritage Festival . В последние годы жизни музыкант был в составе домашней группы на сцене клуба Acadiana. 
Погиб 22 июня 2005 года в результате автокатастрофы недалеко от Батон-Руж, штат Луизиана . 
«Хиполайт всегда одевался на сцене стильно, обычно в яркие и смелые цвета [подражая Гитар Слиму, выступление которого он увидел в юности]. Он наслаждался ролью шоумена и использовал ее с большим эффектом» . 
«Как и его сверстники Гейтмут Браун, Лонни Брукс и Филлип Уокер, Хайполит играет на гитаре с явным влиянием побережья Мексиканского залива, смешивая сладкие одиночные ноты, такие же открытые, как техасские, с более скользкими, синкопированными фразами, приготовленными из болотного грува Луизианы» .

## Дискография

### Альбомы
- Louisiana Country Boy (APO Records), 2001

### Синглы
- «Don’t You Want A Man Like Me» / «When The Saints Go Marching In» (La Louisianne Records)

### В составе The Red Hot Louisiana Band
- Let Me In Your Heart (Arhoolie Records), 1988
- Hot Rod (Slash Records), 1990
- I Ain't No Playboy (Slash Records), 1992
- My Baby Don't Wear No Shoes (Arhoolie Records), 1992[6]
- Too Much Fun (Alligator Records), 1995
- The Big Squeeze (Alligator Records), 1996